# 弗龙特诺
弗龙特诺（法語：Frontenaud，法語發音：[fʁɔ̃tno]）是法国索恩-卢瓦尔省的一个市镇，属于卢昂区。

## 地理
弗龙特诺（46°33'8"N, 5°17'39"E）面积15.19 平方千米，位于法国勃艮第-弗朗什-孔泰大區索恩-卢瓦尔省，该省份为法国中部省份，北起顺时针与科多尔省、汝拉省、安省、罗讷省、卢瓦尔省、阿列省和涅夫勒省接壤。
与弗龙特诺接壤的市镇（或旧市镇、城区）包括：布吕阿耶、多马坦莱屈索、勒米鲁瓦尔、萨日、布雷斯地区圣克鲁瓦、瓦雷訥聖索沃爾。

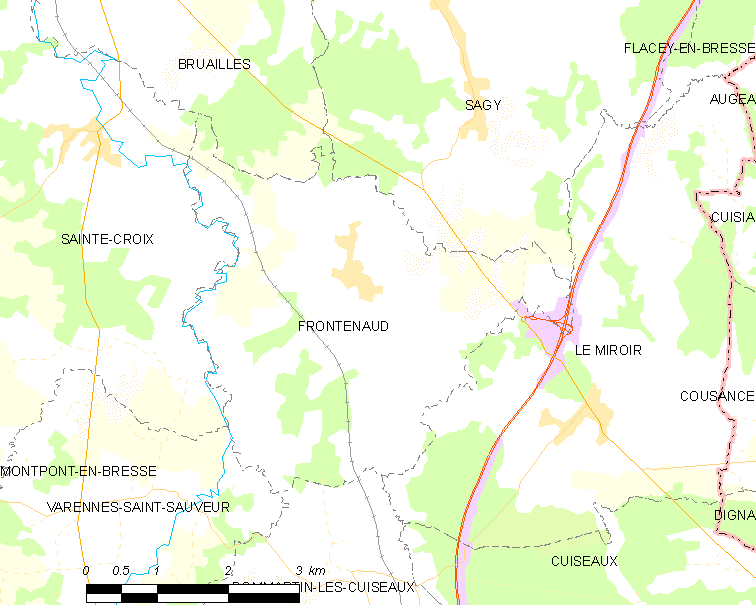
弗龙特诺的OSM定位图

弗龙特诺的时区为UTC+01:00、UTC+02:00（夏令时）。

## 行政
弗龙特诺的邮政编码为71580，INSEE市镇编码为71209。

## 政治
弗龙特诺所属的省级选区为屈索县。

## 人口

1962-2008年间弗龙特诺人口变化图示

弗龙特诺于2022年1月1日时的人口数量为726人。